# Audrey Cordon
Audrey Cordon-Ragot (* 22. September 1989 in Pontivy) ist eine ehemalige  französische Radrennfahrerin.

## Sportliche Laufbahn
Ihren ersten großen Erfolg errang Audrey Cordon auf der Bahn, als sie gemeinsam mit Elodie Henriette und Pascale Jeuland Vize-Europameisterin (U23) in der Mannschaftsverfolgung wurde. Anschließend verlegte sie ihren sportlichen Schwerpunkt auf den Straßenradsport.
2012 startete Cordon bei den Olympischen Spielen in London. Im Straßenrennen überschritt sie das Zeitlimit, im Einzelzeitfahren belegte sie Rang 15. Im Jahr darauf die aus der Bretagne stammende Cordon mit der Tour de Bretagne Féminin und dem Grand Prix de Plumelec-Morbihan zwei „heimische“ Rennen. 2015 wurde sie erstmals französische Meisterin im Einzelzeitfahren. Bis einschließlich 2024 errang sie insgesamt sieben nationale Titel im Einzelzeitfahren und wurde zwei Mal Straßenmeisterin.
2022 war Audrey Cordon für die Straßenweltmeisterschaften in Wollongong nominiert, musste ihren Start jedoch kurz zuvor absagen, da sie einen Schlaganfall erlitten hatte. Sie sollte einen Vertrag beim Team B&B Hotels-KTM erhalten und dafür selbst einige Fahrerinnen anwerben. Anfang Dezember 2022 wurde bekannt, dass das Team die Frist zur Einreichung der Registrierungsunterlagen für 2023 beim Weltradsportverband UCI nicht eingehalten konnte und deshalb aufgelöst wurde. In einem Interview beklagte sie sich im Januar 2023, dass sie und die anderen Sportlerinnen über Monate hingehalten und über die wahre Situation im Unklaren gehalten habe. Sie wechselte zunächst zum kurzlebigen spanischen Zaaf Cycling Team und im April zu Human Powered Health.
2023 konnte Cordon-Ragot ihre Zeitfahr-Qualitäten auch in der Nationalmannschaft gewinnbringend einsetzen: Mit der Mixed-Staffel wurde sie Europameisterin und Vize-Weltmeisterin. 2022 und 2023 fuhr sie in den ersten beiden Ausgaben der Tour de France Femmes. Der französische Verband nominierte sie für die Olympischen Spiele 2024 im Straßenrennen und im Einzelzeitfahren. Acht Tage vor den Spielen stürzte sie bei der Baloise Ladies Tour, kam aber mit ein paar Blutergüssen davon. Im olympischen Einzelzeitfahren wurde sie daraufhin Neunte, im Straßenrennen belegte sie den 39. Platz.
Nach der Saison 2024 beendete Cordon-Ragot im Alter von 35 Jahren ihre Karriere im Radsport.

## Privates
Seit 2014 ist Audrey Cordon mit dem Radsportler Vincent Ragot verheiratet.

## Erfolge
2008

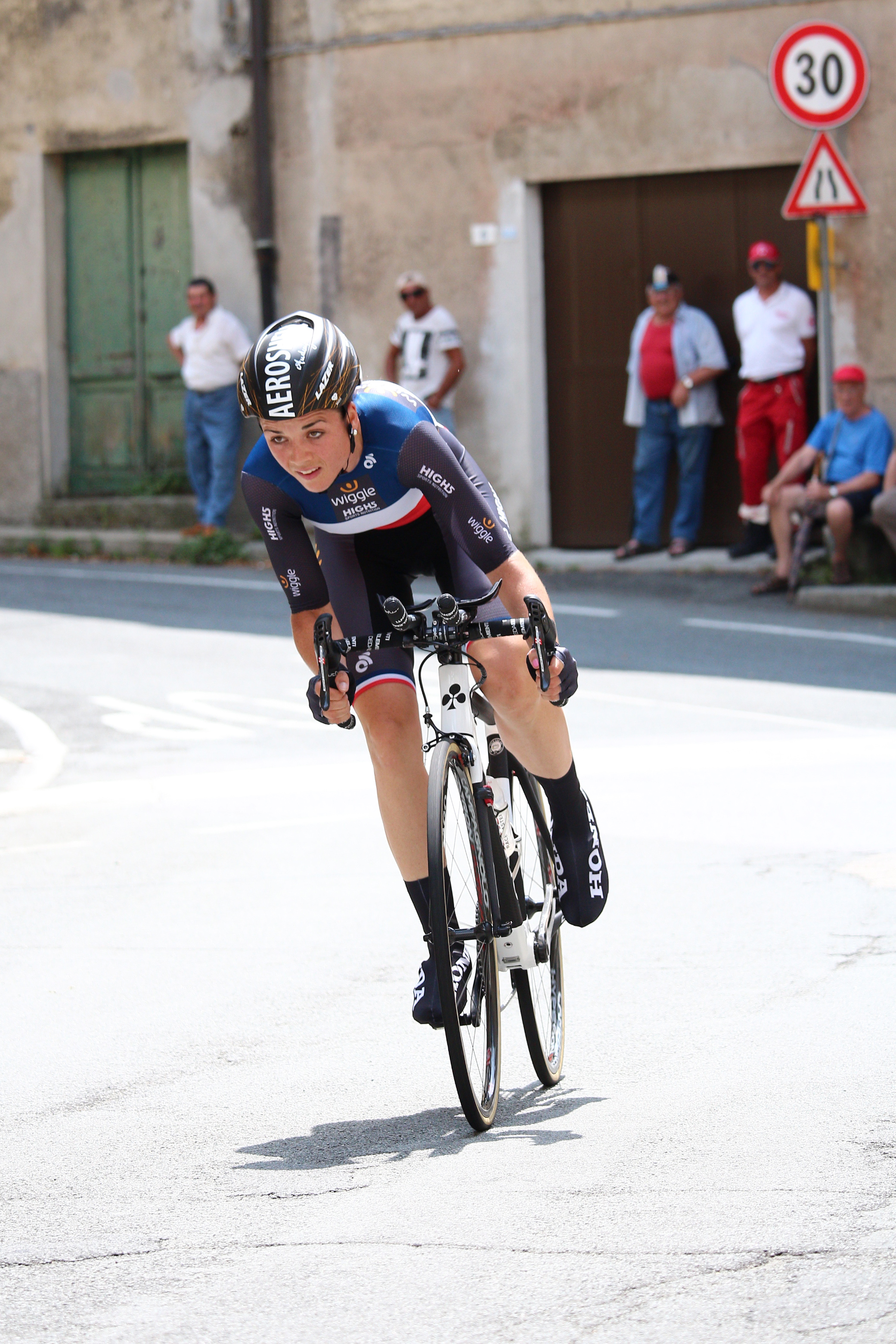
Cordon beim Giro d’Italia Femminile 2016

- Europameisterschaft (U23) – Mannschaftsverfolgung (mit Elodie Henriette und Pascale Jeuland)

2012
- GP Cholet-Pays de Loire

2013
- Gesamtwertung Tour de Bretagne Féminin

2014
- Grand Prix de Plumelec-Morbihan
- eine Etappe Tour de Bretagne Féminin
- eine Etappe Route de France Féminine

2015
- GP Cholet-Pays de Loire
- Französische Meisterin – Einzelzeitfahren

2016
- Französische Meisterin – Einzelzeitfahren

2017
- Französische Meisterin – Einzelzeitfahren
- Chrono des Nations

2018
- Französische Meisterin – Einzelzeitfahren

2019
- Drentse Acht van Westerveld
- Gesamtwertung Tour de Bretagne Féminin
- Open de Suède Vårgårda – Mannschaftszeitfahren

2020
- Französische Meisterin – Straßenrennen
- eine Etappe Tour Cycliste Féminin International de l’Ardèche
- Mannschaftszeitfahren Giro d’Italia Femminile

2021
- Französische Meisterin – Einzelzeitfahren

2022
- Französische Meisterin – Einzelzeitfahren, Straßenrennen
- Vårgårda WestSweden – Straßenrennen
- Vårgårda WestSweden – Mannschaftszeitfahren
- eine Etappe Simac Ladies Tour

2023
- Europameisterin – Mixed-Staffel (mit Juliette Labous, Bruno Armirail, Rémi Cavagna, Cédrine Kerbaol und Benjamin Thomas)
- Weltmeisterschaften – Mixed-Staffel (mit Juliette Labous, Bruno Armirail, Rémi Cavagna, Cédrine Kerbaol und Brian Coquard)

2024
 Französische Meisterin – Einzelzeitfahren